# 宇文兴
宇文兴（？—567年），代郡武川镇（今内蒙古自治区呼和浩特市武川县）人，宇文仲之子，追尊周文帝宇文泰堂兄弟，北周宗室、官员。

## 生平
宇文兴出生时，恰好遇到战乱，与宇文仲相互失去联系，宇文兴此时年纪还很小，不知道亲属的远近关系，与宇文泰等同辈兄弟一开始都不认识彼此。大统三年（537年），高欢发动沙苑之战，宇文兴在东魏军中，战败后被西魏俘虏，按照惯例被分散发配诸军。宇文兴性情宽大忠厚有气度，虽然流落于变乱中，风度优容。西魏恭帝二年（555年），朝廷举荐方正贤良，宇文兴出任代郡郡丞，又转任长𨻽县县令。保定二年（562年），周武帝宇文邕诏令寻访宇文仲的子孙，宇文兴才列入宗室属籍。因为宇文兴是宗室近亲，周武帝对他敬重而优厚对待，宇文兴出任使持节、骠骑大将军、开府仪同三司、都督，封大宁郡公，不久又出任宗师中大夫。保定四年（564年），宇文兴外任泾州刺史。保定五年五月丙戌（565年6月18日），宇文兴又被征召出任宗师，加大将军，承袭了父亲的爵位虞国公。天和二年（567年），宇文兴去世。周武帝亲临恸哭，并诏令大司空申国公李穆监护宇文兴的丧事，赠予宇文兴使持节、柱国大将军、大都督、恒幽等六州诸军事、恒州刺史，谥号靖，儿子宇文洛袭爵虞国公。

## 家庭

### 夫人
- 拓跋频伽，追尊魏昭成帝拓跋什翼犍后裔，北魏上蔡公元荣兴次女[4]